# 広島バス祇園大橋車庫
広島バス祇園大橋車庫（ひろしまバスぎおんおおはししゃこ）は、広島市西区大宮2丁目にかつて存在した広島バスの車庫である。

## 概要
- 使用業者　広島バス
- 停車可能台数　4台
- 付近のバス停　祇園大橋(広島バス)・大芝町(広電バス・広島交通・JRバス中国)
- 小規模の車庫であり、22系統(広島駅〜祇園大橋)（平日朝の広島駅行きのみ運行）が2019年まで使用していた。
- 2019年、22系統の便数減少に伴い、車庫が廃止された。
- 車庫内に建物（営業所ではない）があり、乗務員の簡易休憩所となっていた。2019年、車庫の廃止に伴い、解体された。

## 現在
現在は、三井のリパークの自家用車用の駐車場になっている。
駐車場名は、広島大宮2丁目第2駐車場である。
運営は、広島バスではなく、三井不動産リアルティである。

## 周辺
- 祇園大橋
- 太田川
  - 太田川緑地
- 可部街道（国道183号）

座標: 北緯34度25分20.3秒 東経132度27分33.0秒 / 北緯34.422306度 東経132.459167度